# Segítsetek! Segítsetek! Segítsetek!
- „Segítsetek! Segítsetek! Segítsetek!”

Nem tudod lejátszani a fájlt?
A Segítsetek! Segítsetek! Segítsetek! hármas segélykiáltás, az 1956-os forradalom során kivívott, két hétig tartó és röviddé vált nemzeti szabadság utolsó napján 1956. november 4-én, az 1956. október 30-tól november 4-ig működő Szabad Kossuth Rádió hullámhosszán elhangzott híres segélykiáltás, amely a rádióadó utolsó életjele volt az éterben. A forradalmat leverő első Kádár-kormány Kossuth Rádiója csak 1957 januárjában szólalt meg újra, amikor a parlamenti ideiglenes stúdióból közvetítették a rádió adását, egészen 1957 áprilisáig.

## Szabad Kossuth Rádió

Háy Gyula író

Háy Gyula mondatai, a Magyar Írók Szövetségének felhívása a szovjet hadsereg november 4-i támadását követően, először reggel 7 óra 57 perckor hangzottak el az éterben, majd később a Rádió elestéig többször megismételték őket. Háy Gyula és felesége által, négy nyelven (magyarul, angolul, németül és oroszul)  felolvasott felhívás szövege a következő volt:
Itt a Magyar Írók Szövetsége! A világ minden írójához, tudósához, minden írószövetségéhez, akadémiájához, tudományos egyesüléséhez, a szellemi élet vezetőihez fordulunk segítségért. Kevés az idő! A tényeket ismeritek, nem kell ismertetni. Segítsetek Magyarországon! Segítsetek a magyar népen! Segítsetek a magyar írókon, tudósokon, munkásokon, parasztokon, értelmiségi dolgozókon! Segítsetek! Segítsetek! Segítsetek!
A Münchenben élő emigráns magyar írók a felhívás szövegét még aznap táviratban továbbították a következő ismert nyugati írókhoz és tudósokhoz: Albert Camus, Theodor Csokor, T. S. Eliot, Luigi Einaudi, Karl Jaspers, Juan Ramón Jiménez, Graham Greene, Bertrand Russell, Salvador de Madariaga, Halldór Laxness, Hermann Hesse, Ernest Hemingway, John Steinbeck, Ignazio Silone, André Malraux, François Mauriac, Alberto Moravia, Guido Piovene, Níkosz Kazandzákisz, Per Lagerquist, J. B. Priestley. A felhívást követően huszonnégy órán belül megmozdultak a nyugati irodalmi és tudományos világ képviselői és a felháborodásnak és tiltakozásnak a szellemi hadjárata indult meg a magyarság ügyében.

Háy Gyulát később  „a felkelés egyik szellemi vezetője..., a társadalmi rend megdöntésére irányuló szervezkedés” résztvevőjeként, 1957-ben a Déry Tibor-per másodrendű vádlottjaként hatévi börtönre ítélték. Déry Tibor a kihallgatásakor 1957-ben így vallott az eseményről: 
November 4-én reggel a rádióban megrendülten hallgattam először Nagy Imre bejelentését, hogy a szovjet csapatok támadásra indultak, utóbb pedig Háy Gyula felhívását, mely emlékezetem szerint a világ összes íróihoz, művészeti és tudományos szervezeteihez, akadémiáihoz fordult segítségért. Akkor egy kétségbeesett ember segélykiáltásaként hatott rám ez a rádiófelhívás, egy olyan emberé, aki feljajdul azon, hogy megszegték az országnak tett ígéretet. Én nem hiszem, hogy Háy Gyula ezzel a felhívással fegyveres segítséget kért volna a szovjetek ellen, hanem a világ értelmiségének a támogatását követelte, a nemzetközi - benne a szovjet értelmiség - szolidaritását a nemzettel. Különösen megrendített az, hogy Háy Gyula - akit magunk között a legmértéktartóbbnak és higgadtnak ismertem - szánta rá magát erre a lépésre.

## Szabadság Rádió
A hármas segélykiáltás nem csak a Szabad Kossuth Rádióban hangzott el. Mikes Imre, aki 1951 és 1976 között rovatot vezetett a Szabad Európa Rádiónál Gallicus néven, úgy emlékszik, utolsóként a dunapentelei Szabadság Rádió küldött segélykiáltást a nyugat felé, a következő szöveggel: „…Ma reggel 2.30-kor az orosz csapatok általános támadást indítottak a magyar nép ellen. Kérjük az Egyesült Nemzeteket: Segítsetek! Ejtőernyősöket kérünk! A világ lelkiismeretes és tisztességes népeihez fellebbezünk. Segítsetek! Segítsetek! Segítsetek!"